# (73373) 2002 KU13
(73373) 2002 KU13 – planetoida z pasa głównego asteroid okrążająca Słońce w ciągu 5,23 lat w średniej odległości 3,01 j.a. Odkryta 19 maja 2002 roku.